# Ready an' Willing
«Ready an' Willing» — музичний альбом гурту «Whitesnake» . Виданий 31 травня 1980 року лейблом Sunburst Records. Загальна тривалість композицій становить 40:10. Альбом відносять до напрямку хард-рок, хеві-метал, блюз-рок.

## Список пісень
1. «Fool for Your Loving» — 4:17
2. «Sweet Talker» — 3:38
3. «Ready an' Willing» — 3:44
4. «Carry Your Load» — 4:06
5. «Blindman» — 5:09
6. «Ain't Gonna Cry No More» — 5:52
7. «Love Man» — 5:04
8. «Black and Blue» — 4:06
9. «She's a Woman» — 4:07